# Дисы
Дисы (сканд. Dísir), в германских традициях идизы (сакс. idisi) — в германо-скандинавской мифологии сверхъестественные существа, божественные девы, появляющиеся то как духи-хранители, то как враждебные силы.
Скандинавское dís, равно как и германское idis, itis, буквально переводится как «госпожа». Рудольф Симек считает их аналогом кельтских и германских матрон. Предположительно, изначально они были духами-хранителями, богинями плодородия. Праздник в честь дис (дисаблот) отмечался в начале зимы или на весеннее равноденствие.
К дисам относили также и норн, и валькирий; в стихотворном изложении Евангелия Отфридом и Дева Мария названа «Itis». В мерзебургских заклинаниях им приписывается сила задерживать войска, опутывать оковами неприятелей и их вождей и решать участь сражения. Им приносились жертвы на горах. Имя их составляет часть многих скандинавских собственных имен, как, например, Freydîs, Thôrdîs, Asdîs и др.
Якоб Гримм связывал германских идиз со скандинавской богиней юности Идунн.